# Équipe de Nouvelle-Zélande de football à la Coupe des confédérations 1999
L'équipe de Nouvelle-Zélande de football participe à sa 1re Coupe des confédérations lors de l'édition 1999 qui se tient au Mexique, du 24 juillet au 4 août 1999. Elle se rend à la compétition en tant que vainqueur de la Coupe d'Océanie 1998.

## Résultats

### Phase de groupe
|   | Équipe           | Pts | J | G | N | P | BP | BC | Diff |
| - | ---------------- | --- | - | - | - | - | -- | -- | ---- |
| 1 | Brésil           | 9   | 3 | 3 | 0 | 0 | 7  | 0  | +7   |
| 2 | États-Unis       | 6   | 3 | 2 | 0 | 1 | 4  | 2  | +2   |
| 3 | Allemagne        | 3   | 3 | 1 | 0 | 2 | 2  | 6  | -4   |
| 4 | Nouvelle-Zélande | 0   | 3 | 0 | 0 | 3 | 1  | 6  | -5   |

| 24 juillet 1999 | Nouvelle-Zélande | 1 | 2 | États-Unis       |
| 28 juillet 1999 | Allemagne        | 2 | 0 | Nouvelle-Zélande |
| 30 juillet 1999 | Brésil           | 2 | 0 | Nouvelle-Zélande |

| 24 juillet 1999                   | Nouvelle-Zélande | 1 - 2 | États-Unis                 | Stade Jalisco, Guadalajara                     |                                                |
| 14:30 · Historique des rencontres | Zoricich 90e     |       | McBride 25e · Kirovski 58e | Spectateurs : 60 000 Arbitrage : Ubaldo Aquino | Spectateurs : 60 000 Arbitrage : Ubaldo Aquino |
| 14:30 · Historique des rencontres | (Rapport)        |       |                            | Spectateurs : 60 000 Arbitrage : Ubaldo Aquino | Spectateurs : 60 000 Arbitrage : Ubaldo Aquino |

| 28 juillet 1999                   | Allemagne                | 2 - 0 | Nouvelle-Zélande | Stade Jalisco, Guadalajara                    |                                               |
| 18:00 · Historique des rencontres | Preetz 6e · Matthäus 33e |       |                  | Spectateurs : 42 000 Arbitrage : Coffi Codjia | Spectateurs : 42 000 Arbitrage : Coffi Codjia |
| 18:00 · Historique des rencontres | (Rapport)                |       |                  | Spectateurs : 42 000 Arbitrage : Coffi Codjia | Spectateurs : 42 000 Arbitrage : Coffi Codjia |

| 30 juillet 1999                   | Nouvelle-Zélande | 0 - 2 | Brésil                            | Stade Jalisco, Guadalajara                     |                                                |
| 20:30 · Historique des rencontres |                  |       | Marcos Paulo 47e · Ronaldinho 88e | Spectateurs : 53 000 Arbitrage : Kim Young-Joo | Spectateurs : 53 000 Arbitrage : Kim Young-Joo |
| 20:30 · Historique des rencontres | (Rapport)        |       |                                   | Spectateurs : 53 000 Arbitrage : Kim Young-Joo | Spectateurs : 53 000 Arbitrage : Kim Young-Joo |

## Effectif
Sélectionneur :  Ken Dugdale
| No. | Pos.      | Joueur                 | Date de naissance et âge | Sélec. | Club                   |
| --- | --------- | ---------------------- | ------------------------ | ------ | ---------------------- |
| 1   | Gardien   | Jason Batty            | 23 mars 1971             | 30     | Geylang United         |
| 2   | Milieu    | Chris Zoricich         | 3 mai 1969               | 33     | Brisbane Strikers FC   |
| 3   | Défenseur | Sean Douglas           | 3 mai 1972               | 10     | Carlton                |
| 4   | Défenseur | Che Bunce              | 29 août 1975             | 11     | Breiðablik UBK         |
| 5   | Défenseur | Jonathan Perry         | 22 novembre 1976         | 10     | Metro                  |
| 6   | Milieu    | Gavin Wilkinson        | 5 novembre 1973          | 24     | Perth Glory            |
| 7   | Milieu    | Mark Burton            | 18 mai 1974              | 12     | BSV Kickers Emden      |
| 8   | Milieu    | Aaran Lines            | 27 décembre 1976         | 9      | Osnabrück              |
| 9   | Attaquant | Paul Urlović           | 21 novembre 1978         | 8      | Central United FC      |
| 10  | Milieu    | Chris Jackson          | 18 juillet 1970          | 33     | Napier City Rovers     |
| 11  | Milieu    | Heremaia Ngata         | 24 août 1971             | 18     | North Shore United AFC |
| 12  | Milieu    | Mark Atkinson          | 16 février 1970          | 20     | Carlton                |
| 13  | Milieu    | Christian Bouckenooghe | 7 février 1977           | 11     | KSV Roulers            |
| 14  | Défenseur | Ryan Nelsen            | 18 octobre 1977          | 6      | Greensboro College     |
| 15  | Défenseur | Ivan Vicelich          | 3 septembre 1976         | 20     | Central United FC      |
| 16  | Attaquant | Vaughan Coveny         | 13 décembre 1971         | 40     | Southern Melbourne     |
| 17  | Attaquant | Mark Elrick            | 7 avril 1967             | 25     | Central United FC      |
| 18  | Défenseur | Scott Smith            | 6 mars 1975              | 9      | Woking Football Club   |
| 19  | Gardien   | Michael Utting         | 26 mai 1970              | 7      | Supersport United      |
| 20  | Gardien   | Ross Nicholson         | 8 août 1975              | 2      | Central United FC      |

## Navigation